# Brachylomia urartha
Brachylomia urartha là một loài bướm đêm trong họ Noctuidae.